# 第101篇百物语
《第101篇百物语》（日語：101番目の百物語）是一部由サイトウケンジ創作的輕小說。小說的插畫由涼香負責。

## 故事內容
一文字疾风，绰号文字，是一名过着普通但充满乐趣的生活的高中生。有一天，从迷之少女社处收到名为"D-Phone"的手机，成为“第101篇百物语”的主角。从此开始对都市传说的探索。

## 登場人物
一文字疾風（Ichimonji Hayate）
本作男主角。绰号文字。夜坂学园2-A班的学生，田径部的短跑成员。某日从迷之少女「社」那里收到名为“D-Phone”的手机，成为“第101篇百物语”的主角。
有着时常情绪高涨、做任何事都很积极的性格。对诗穗抱有爱慕之意。
因为期望自己收集到的故事能够幸福，所以即使完成了“百物语”也不想就这样HAPPY END，而是想以永不完结的故事（never ending story）为目标。
在与冰澄的战斗中，有过不要仅仅被自己的故事保护而是希望能跟她们一同战斗的想法。
- 能使用收集完成Lore們的能力，但不能同時使用一人以上的能力，使用時衣服也會跟著改變

一之江瑞江（Ichinoe Mizue）
从苍青学园转学到夜坂学园的少女。
“月隐的瑪莉玩偶”的Half-Lore。Lore化的形态与都市传说的人偶一样，是个穿着破烂白色礼服的金发少女。身为Half-Lore时积累了许多经验，身体能力远远超于普通人类，战斗能力颇高。
一开始想要杀了身为“百物语的主角”的一文字而袭击了他。但被文字的意外行徑说服并成为了他的故事。之后就属于文字的战力，担任着他的军师。由于是第一个被收服的，她与文字的精神联系也是最强的。
乍看之下是个清纯可爱、文质娴静的大小姐，实则是毒舌属性且喜欢开玩笑。对待文字时说话特别辛辣。
- 回首即杀：对方回过头来看自己就能将其杀害
- 忆起跳跃（Ringer Bell）：听到对方的声音就能瞬间移动到他身后

仁藤霧香（Nitou Kirika）
文字的同班同学，每个早上都要与文字闲谈。
有着可爱的容姿与匀称的身材，明朗健谈的性格也让她在男女生中都很有人气。喜欢并擅长聊八卦，以“万事通雾香”而著称。
而她的真面目是“吞食魔女的魔女·尼图蕾斯特”，与文字和瑞江不同，是纯种的Lore。可以靠魔术在同学和家人记忆中混入虚假的内容。
是个吃了许多Lore并将其转为自己力量的存在。本来打算连文字的“百物语”也吃掉。却被文字和瑞江这个组合给打败了。之后作为收集情报和魔术支援来帮助文字。有随意操纵虫子和召唤所吃Lore等各种各样的魔术，使用时没有时间的制约。不过与其相对的要付出代价。
六實音央（Mutsumi Neo）
夜坂学园的二年级学生，学生会副会长。与文字在中学时就相识。由于端正的容貌引得很多瞩目，做着杂志模特的工作。
外表上看似是强气的性格，内心却纤细的很。小时候曾迷路过而遭到神隐。
实际上她并不是音央，而是因迷路这件事被别人谈论了与妖精进行了交替。真正的注意到这件事时由于自责的念头而在Lore的世界妖精庭园闭着眼沉睡着，不过后来被文字说服答应成为“百物语”的故事，并与原来的音央一起回归现实世界。
和鸣央二人搭档，作为“妖精的神隐”的Lore一起分担职务（现已分离）。并且也持有D-Phone。 
- 玫瑰公主的牢籠（Sleeping Beauty）：操纵荆棘的藤
- 妖精之羽：在天空中飞行
- 仲夏夜之梦：更换对方与自己的位置

六實鳴央（Mutsumi Nao）
与文字在梦中相会的清秀黑发少女。据说遇见4次后会带走那人到自己的世界并消除他在原来世界的记忆，“妖精的神隐”的本體，其存在較接近Half-Lore。
本来真正意义上的六实音央应该是她，但与妖精交替变得不能返回现实世界，替代妖精负担了作为神隐的职责。被文字收为“百物语”的故事后返回了现实。靠雾香的魔术再次在现实世界作为人被固定了形象，以“鸣央”为名、作为音央的双胞胎姐姐开始了生活。
没有D-Phone，不过有携带察觉危机用的收音机。因为长时间都属于“神隐”的存在，所以比文字对Lore的事情更加清楚。 
- 妖精庭園（Fairy Garden）：Lore的空間，裡面佈滿荊棘，可將對方鎖在內部，此外空間不只一個
- 墮入地狱：將敵人墜入黑洞，敵人將在洞裡遺忘一切最終消失
- 墮入地狱ver.2：可製造出數顆排球大小的球體並自由控制，接觸到球體的一切皆消失
- 异界的虚幻者：窥视别人的梦
- 地獄之門：將空間與空間連結

朱井詞乃（Akei Sino）
在与境山奇迹公园相连着的富士藏村遇见的少女。都市传说“食人村”的Lore。
为了显示自己的存在，需要招揽若干人进入富士藏村，并利用自己的眷属杀了他们。能操纵被杀的人。
在小说第2集战败给了雾香，被她收为Lore。
須藤理亞（Sudou Ria）
文字的表妹，十二宫中学的二年级生。与文字一家人同居，在家里做着扫除烧饭等家务。
有着和初中二年级生不相符的冷酷性格，遇事也很沉着冷静，无论在什么场合（自言自语时也是）都用敬语说话。
有时候受到动摇了，感到恐怖时也能应对状况作出冷静的分析与观察力。可能就是这个性格使她有着强大的精神力。
是“无尽的一千零一夜（Endless Scheherazade）”的主角。比文字收集Lore的经验要多，作为Lore的等级也在“百物语”之上。
成为主角最大的理由就是，想要自己最喜欢的哥哥过上平安无事、幸福的生活。
在学校对待文字时也是同样用冷酷的态度，其实是打从心底的尊敬、非常喜欢文字。
为了守护文字，打算将他的故事收为己有。不过文字表现出“不想要自己最重要的妹妹一个人去烦恼”这样的意思。于是理亚就成为了文字的“故事”，誓言要一同作战。
同时，理亚对文字做出“最喜欢哥哥了。”的告白。
有严重的洁癖，到了任谁碰她都会条件反射般躲开的程度。但是只有文字能（如果理亚忍耐的话）抚摸她的头，抱住她等。而且理亚也是真心想拥抱文字，并希望被他拥抱。 
- 千之夜话：对着他人的Lore朗诵“对抗神话”能使其消灭

七里詩穗（Sichiri Siho）
夜坂学园的学生会长，也是文字的前辈。
拥有学校偶像级别的外表和对人友好温柔的性格。收集都市传说，并经常请求文字解决。
本人身為"千禧年危機"的Lore，並接受了"第八世界管理員"的身份，同時"世界末日"也封印在她身體中。
本來身為"千禧年危機"，本應在2000年時消失，但由於接受了"第八世界管理員"身份，所以沒有消失
- 404連結：能消除第八世界中的數據，消除Lore的記述內容，將至今累積的認知都化為白紙
- 千禧年危機：會破壞所有程式使其失控

同時使用"千禧年危機"及"404連結"時可將對方破壞與消滅
社（Yashiro）
给文字D-Phone的少女。穿着纯白的连衣裙戴着纯白的宽缘帽。作为Lore世界的向导，经常在现实世界中出现。频繁地与文字接触，并像是看穿未来般引导他。
外表為詩穗8歲時的模樣。
沙緒·米雷尼安姆（Sunao Mireniamu）
身份是“夜霞的羅索·帕爾迪蒙吐姆”的Half-Lore，有着金发钻头的少女。侍奉着“无尽的一千零一夜”的主角。
如小孩子般活泼的性格，思想也很单纯。不过战斗力很高，与Lore状态下的一之江势均力敌。
曾经因为被不断拐走少女并将其消灭这样的传闻，逼的走上了Half-Lore的道路。也因此她很仰慕那个救了自己、让自己去侍奉的主角——理亚。
- 怪人之手（Magician`s Hand）：从异空间生出无数只手，将少女拖进去杀害

艾莉莎（Arisa）
“预兆的魔女·艾莉席耶兒”的Lore，通称艾莉莎，银色长发。
由于自身的能力“预兆”出“世界的危机”，为了有回避那个的可能性，选择了理亚作为搭档。
- 预兆：感知到未来

冰澄·恩菲爾德
有“苍之邪眼”之名的主角。眼镜男，态度高傲。到目前为止也有打到过几个主角的经验。
向收集“百物语”的文字下了挑战。第一次胜利了，但第二次由于文字获得了自己的能力所以败下阵。之后与文字建立了合作关系。
- 災禍魔眼（Evil Eyes）：能使自己集中注视的对象遇到灾难
- 幻影邪眼（Phantom Eyes）：让对方迷惑

萊茵（Rain）
“高速婆婆”的Lore，侍奉着冰澄。一只眼睛上缠着绷带，穿着黑色萝莉塔系的服装。
外观好像是少女但说话方式跟老婆婆一样。被称为“境山的高速萝莉塔婆婆”。
- 音速境界（Line the Mach）：能以超越音速的速度移动，就连一之江的『忆起跳跃』都比不上

三枝（Saegusa San）
文字同班的班长。负责收集都市传说并流传开来，在各种各样的地方都有跟她相同的存在。
艾倫·西爾斯（Aran shiaazu）
文字的同班同学，田径部成员。金发碧眼的帅哥，但意外的对女性很晚熟，而且是个笨蛋所以不受欢迎。

## 用語
Lore
将都市传说实体化的存在。语源是Folklore（民俗学）。
Lore必须按照传说的内容来行动，以维持自身的存在。
在“Lore的世界”中，Lore的规则优先于现实的规则。
由于容易受到恐怖以及负面力量的影响，因而女性（美少女）的Lore较多。
除了直接从传闻中衍生出来的纯种Lore外，也有因他人说法而从人类变为Lore的Half-Lore。身体能力完全超出人类所能承受的范围。
D-Phone
能连接“第八世界”的手机。持有者在受到Lore的袭击或对自己起有杀意时，手机会发出耀眼且发烫的红光。
第八世界
只能用D-Phone连接上，收集了实际发生的都市传说的情报集结网站。

## 出版書籍
| 卷數 | Media Factory  | Media Factory          | 東立出版社    | 東立出版社             |
| 卷數 | 發售日期       | ISBN                   | 發售日期      | ISBN                   |
| ---- | -------------- | ---------------------- | ------------- | ---------------------- |
| 1    | 2010年7月23日  | ISBN 978-4-8401-3451-4 | 2011年3月3日  | ISBN 978-986-10-7291-3 |
| 2    | 2010年11月25日 | ISBN 978-4-8401-3581-8 | 2011年9月8日  | ISBN 978-986-10-8458-9 |
| 3    | 2011年3月25日  | ISBN 978-4-8401-3852-9 | 2012年3月8日  | ISBN 978-986-10-9524-0 |
| 4    | 2011年7月25日  | ISBN 978-4-8401-3974-8 | 2012年6月18日 | ISBN 978-986-317-119-5 |
| 5    | 2011年12月22日 | ISBN 978-4-8401-4300-4 | 2012年8月2日  | ISBN 978-986-317-638-1 |
| 6    | 2012年3月23日  | ISBN 978-4-8401-4535-0 | 2012年12月6日 | ISBN 978-986-324-211-6 |
| 7    | 2012年7月25日  | ISBN 978-4-8401-4644-9 | 2013年4月18日 | ISBN 978-986-332-367-9 |
| 8    | 2012年12月22日 | ISBN 978-4-8401-4875-7 | 2013年7月4日  | ISBN 978-986-332-968-8 |

## 資料來源
1. 1 2  .   [2012-01-14]. （原始内容存档于2017-11-24） （日语）.